# Seuzey
Seuzey település Franciaországban, Meuse megyében. Lakosainak száma 85 fő (2022. január 1.). Seuzey Dompierre-aux-Bois, Lacroix-sur-Meuse és Lamorville községekkel határos.

## Népesség
A település népessége az elmúlt években az alábbi módon változott:
| Lakosok száma | 92   | 106  | 110  | 115  | 106  | 97   | 88   | 86   | 85   |
|               | 2013 | 2015 | 2016 | 2017 | 2018 | 2019 | 2020 | 2021 | 2022 |